# موزه البغدادی

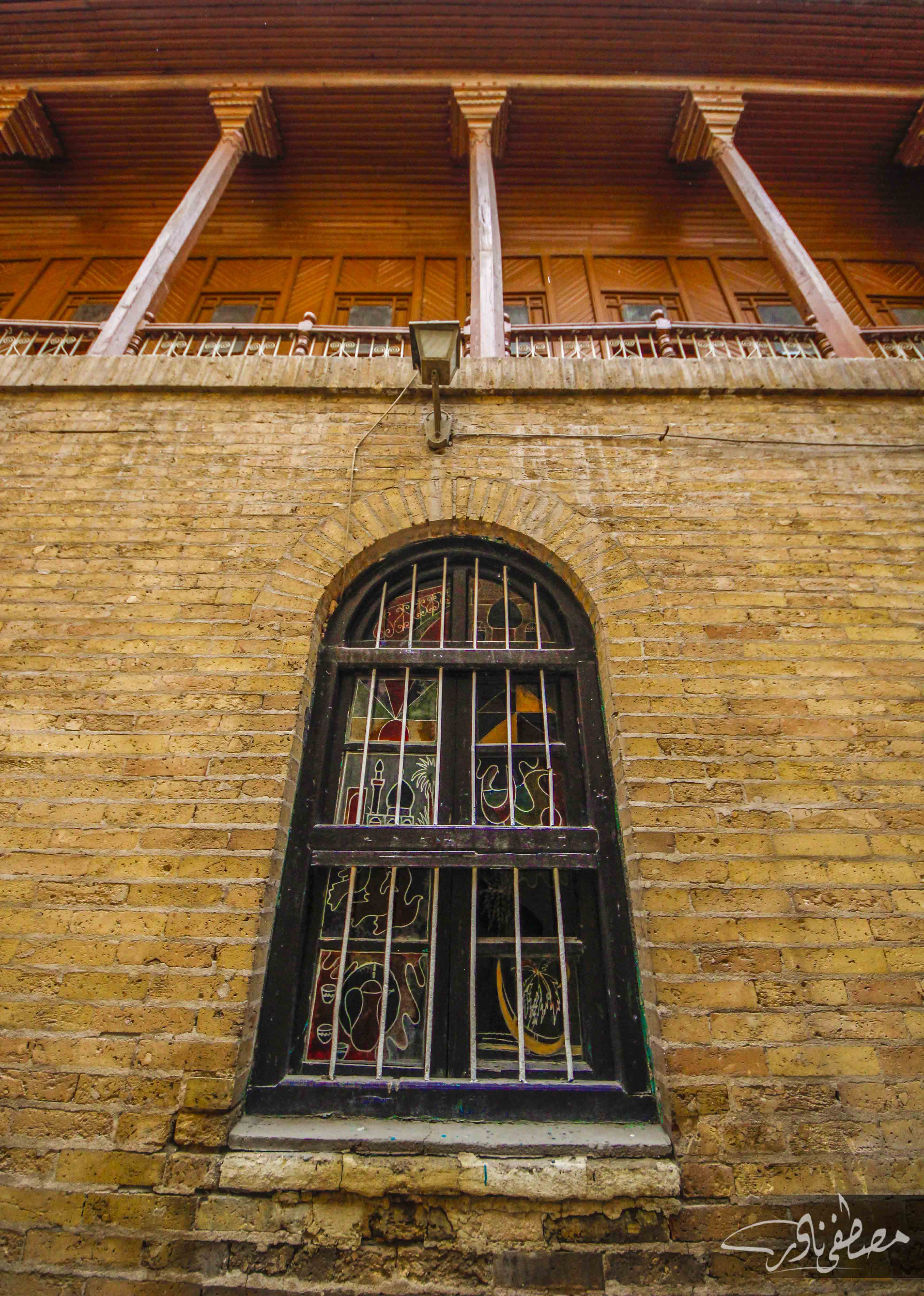
تصویر یک پنجره قدیم بغدادی در ساختمان خارجی موزه بغدادی

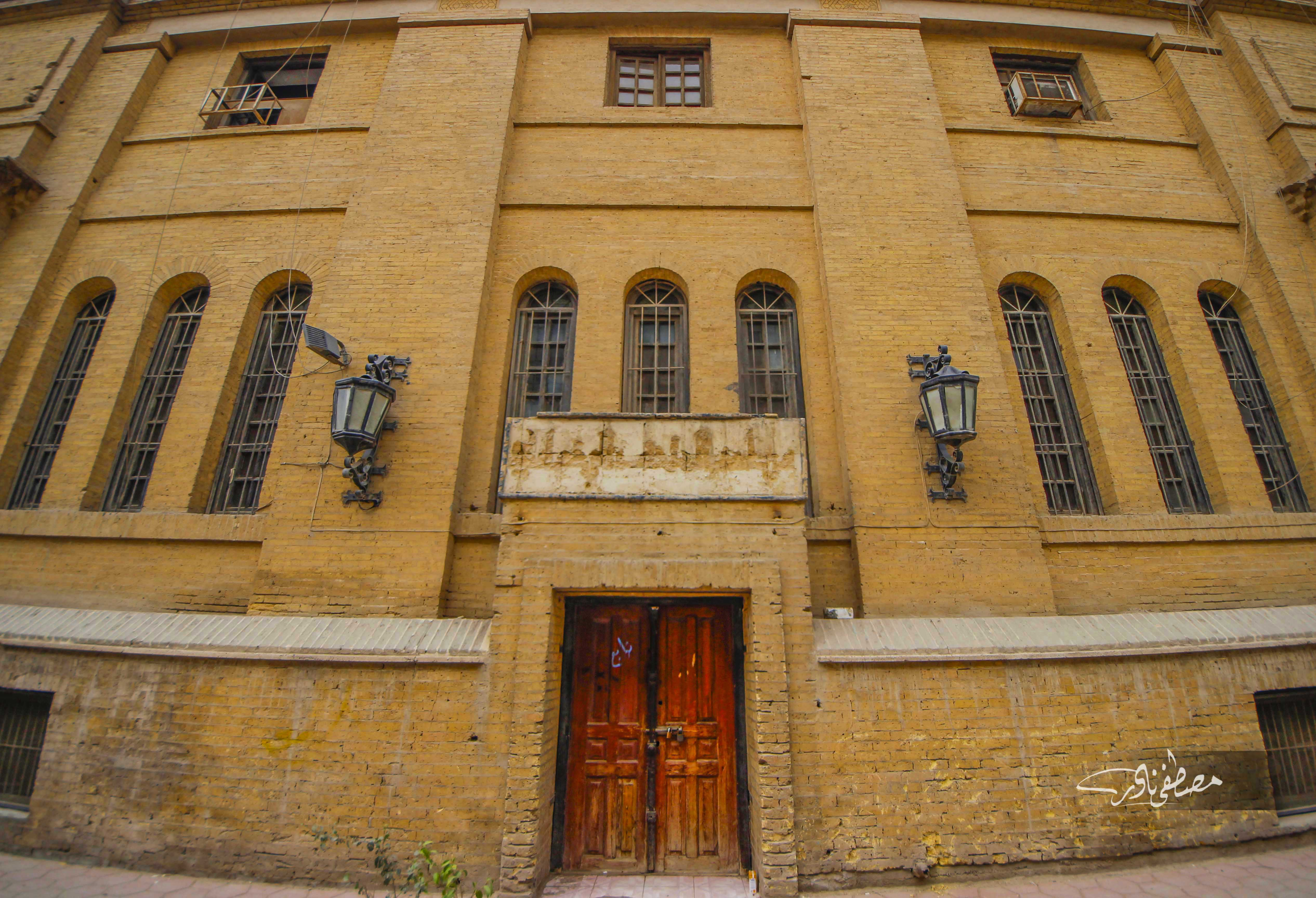
درب موزه

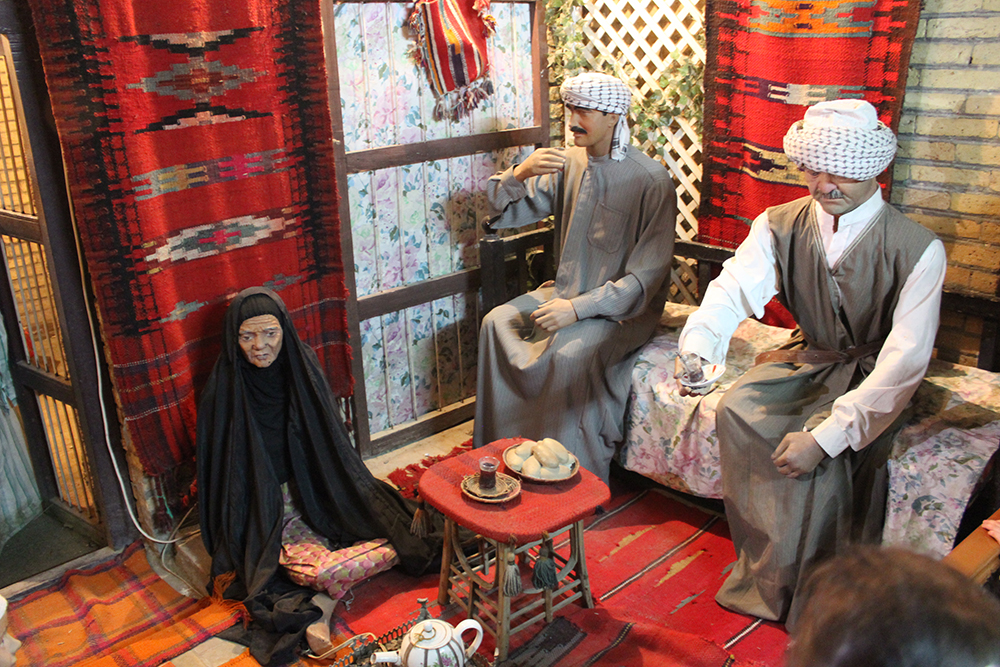
بخشی از موزه بغدادی

موزه البغدادی (عربی: المتحف البغدادي) برای بیان آداب و سنن فولکلوریک مردم در بغداد تأسیس شده‌است و شامل اغلب سنت‌ها و فرهنگ و آداب و رسوم ساکنان بغداد اولیه است. موزه البغدادی در ابتدای سال ۱۹۷۰ میلادی در محل فعلی‌اش در ساحل و کناره رود دجله نزدیک ساختمان مدرسه المستنصریه گشایش یافت. ساختمان موزه البغدادی از ساختمان‌های قدیمی در بغداد است، تاریخ ساخت این موزه به سال ۱۸۹۶ در زمان حکومت خلفای عباسی برمی‌گردد، این مکان برای اولین بار در زمان حکومت مدحت پاشا به عنوان چاپخانه برای استان بغداد استفاده شد.
موزه البغدادی بیانگر یک دوره زمانی از تاریخ بغداد است و به‌طور دقیق شرحی از زندگی مردم در بغداد، فرهنگ مردم بغداد و روش زندگی در بغداد قدیم را به ما عرضه می‌کند. هر کس با دیدن این موزه می‌تواند در ذهن خود فرهنگ مردم و حیات ساده‌شان، رنگ‌هایی که در زندگی و لباس و… استفاده می‌کردند را در ذهن خود مجسم کند.

## علت تأسیس این موزه

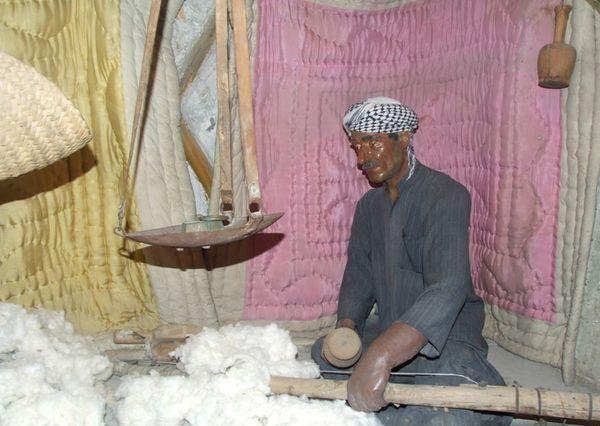
صحنه‌های زرق و برق دار

شهرداری بغداد این موزه را برای نشان دادن همراه با امانت، یک برهه از زندگی مردم پایتخت را بنیان گذاشت. برای اینکه به نسل حاضر و آینده تاریخ اجدادشان را نشان بدهد و یاد بدهد که اجدادشان چگونه زندگی می‌کردند، شغل‌هایشان چه بوده‌است، در فصل‌های مختلف خانواده‌ها در بغداد چه رسم و رسومی داشته‌اند، آداب و سنن‌شان در گذشته چگونه بوده‌است و از چه وسایل و تجهیزاتی در زندگی روزمره‌شان استفاده می‌کردند.

## تاریخچه موزه

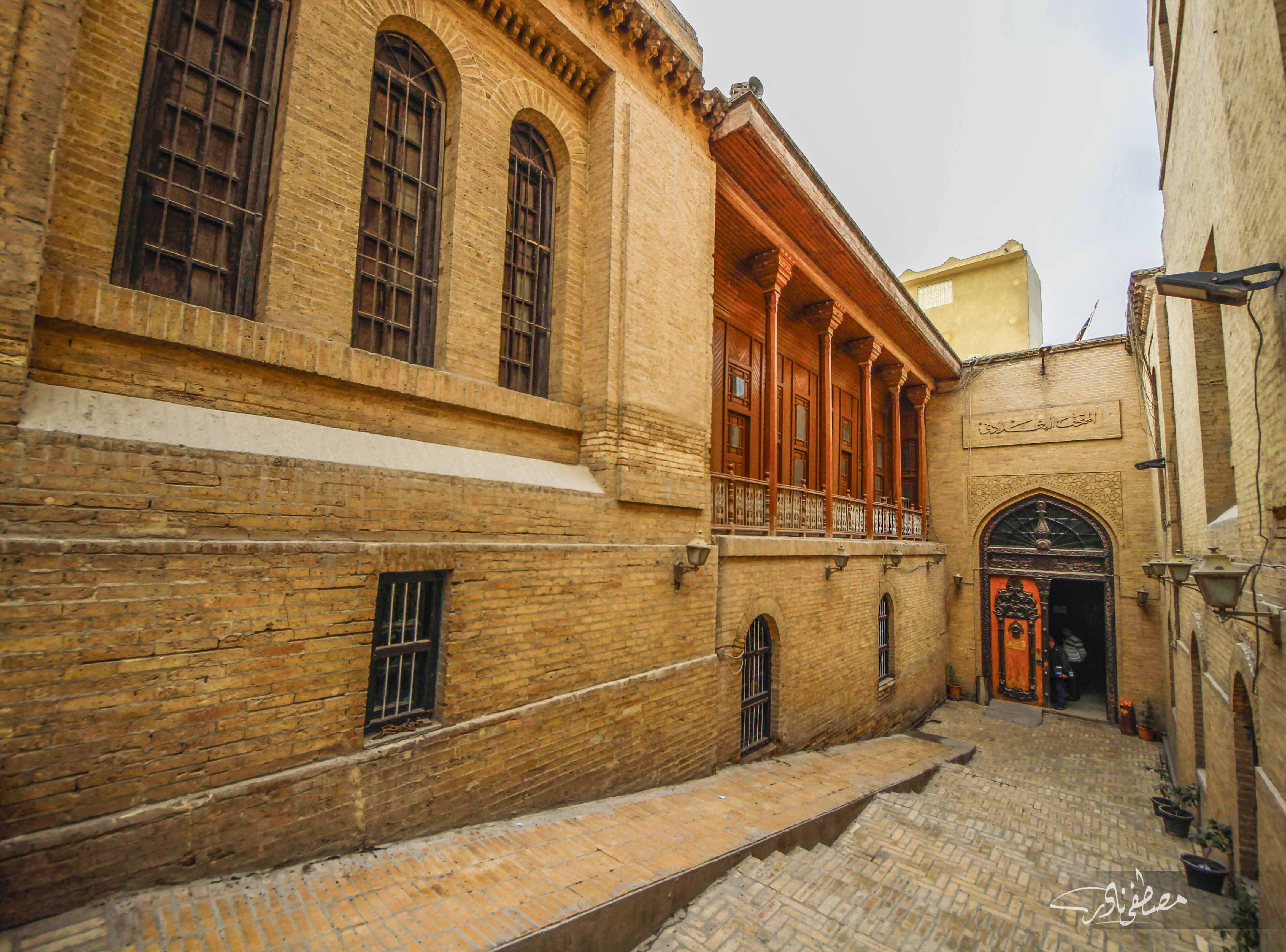
ورود به موزه

فکر درست کردن و بنای موزه به استاندار پیشین بغداد مدحت الحاج سری برمی‌گردد، وی وقتی از یک سفر به یکی از کشورهای همسایه برگشت؛ به این فکر افتاد که یک موزه مردمی در بغداد بنا نماید. بر این اساس استانداری بغداد در سال ۱۹۶۸ شروع به ساختن و تأسیس موزه البغدادی نمود. در این کار به یک تیم مأموریت داده شد که مجسمه‌هایی برای ۴۵ نمایشگاه برای نمایش دادن حرفه‌ها وکارهای دستی مردم بغداد قدیم بسازد، بعد از اینکه تمام اینکارها تمام شد در تاریخ اول ماه ژانویه ۱۹۷۰ میلادی در همین موقعیت فعلی موزه یعنی در کناره رود دجله و در نزدیکی مدرسه المستنصریه، این موزه افتتاح شد.
در سال ۱۹۸۵ این موزه در تمامی موارد تشکیل‌دهنده موزه مورد رسیدگی و بازسازی قرار گرفت، در این رابطه ۳۹ نمایشگاه جدید در این موزه راه‌اندازی شد. در سال ۱۹۸۹ بار دیگر موزه مورد رسیدگی قرار گرفت و در داخل آن یک بازار محلی بغدادی و رستوران بغدادی با مجسمه درست شد که به موزه هویت مردمی بیشتری می‌داد، علاوه بر این در این موزه یک سالن مناسب برای برگزاری جشن‌های هنری و موسیقی و اجرای موسیقی در دستگاه عراقی ساخته شد. این موزه در زمان جنگ آمریکا علیه عراق در سال ۲۰۰۳ دچار آسیب دیدگی شدیدی شد و به همین خاطر تعطیل گردید تا اینکه در سال ۲۰۰۸ مجدداً مورد رسیدگی قرارگرفت و در تاریخ ۸ ماه اوت سال ۲۰۰۸ رسماً بازگشایی گردید.

## محتویات موزه
این موزه دارای ۳۸۵ مجسمه است که در ۷۷ غرفه توزیع شده‌است، علاوه بر این ادوات و وسایلی که در قدیم استفاده می‌شده‌است را نیز در هر غرفه بنا به موضوع غرفه هنرمندان عراقی ساخته‌اند و به نمایش گذاشته‌اند.
این موزه دارای یک کتابخانه مورد اعتماد و موثق به عنوان مرجع و منبع در مورد شهر بغداد است که شامل ۴۸۳۰ کتاب است که شامل حکایت‌ها و عادات و آداب و سننی است که مردم بغداد به آن شهرت داشتند و شناخته می‌شدند.
در این موزه مجموعه‌ای از نقاشی نیز وجود دارد که مربوط به تعدادی از هنرمندان عراقی است مانند «حافظ الدروبی و فرج عبو» و هنرمندان عصر حاضر مانند «سعد الطایی و ماهود احمد و صلاح جیاد» و…

## غرفه‌ها و نمایشگاه‌ها

### بلم یا قایق
بلم یا قایق در منطقه الکرخ و الرصافه استفاده می‌شد، در آن زمان ملاح‌ها یا قایقرانهایی بودند که کارشان انتقال مردم از این‌طرف رود به طرف دیگر رود بود و درآمد روزانه این قایقران‌ها در قرن دهم از این کار بود، بطوریکه مورخان گفته‌اند این قایقران‌ها روزانه حدود ۹۰۰۰۰ درهم درآمد داشتند، برحسب سنت‌های آن زمانه قایقران‌ها زنان و مردان را جدای از هم از رودخانه عبور می‌دادند، مردم روزانه به‌علت نبودن پل‌های نزدیک محل زندگی‌شان برای رفتن به سرکار یا رفتن به بازار یا بردن بار و… برای فروش در قسمت دیگر نهر از این روش استفاده می‌کردند.

### تنباکو فروشی (سیگار فروشی)
شغل فروش تنباکو یا سیگار در زمان قدیم در بغداد وجود نداشته‌است ولی در اوایل قرن ۱۷ با شایع شدن قلیان و سیگار به‌واسطه تولیدات جدید که از اروپا وارد خاورمیانه شد این شغل نیز در بغداد رایج گردید، در این رابطه لازم است ذکر شود که زندگی فروشنده تنباکو در معرض تصمیم‌گیری‌های سیاسی و دینی قرارمی‌گرفت به عنوان مثال وقتی که شرعاً کشیدن سیگار و استفاده از قلیان و تنباکو توسط روحانیت ممنوع شد زندگی آنان به‌شدت دچار آسیب‌دیدگی شد، اما این شغل نیز یکی از شغل‌ها وکارهایی بوده‌است که مردم بغداد از قرن ۱۷ به بعد از آن امرار معاش می‌کردند.

### فروشنده باقلا
فروش باقلا در بغداد بستگی به حضور و عدم حضور فروشنده در قدیم داشته‌است اگر موسم زراعی خوبی بود فروشندگان باقلا در بسیاری از نقاط بغداد دیده می‌شد ولی اگر موسم زراعی خوب نبود فروش باقلا نیز وجود نداشت، ولی این یک شغل رایج در بغداد بود به‌علت اینکه عمده مردم در بغداد باقلا را دوست داشتند به‌طور خاص مردم فقیر که بخاطر ارزان بودن آن این ماده را به عنوان ماده غذایی خریداری می‌کردند، در زمان عباسیان باقلا بدون وزن کردن به فروش می‌رسید ولی از سال ۱۰۷۳ به بعد در بازارهای بغداد باقلا با وزن کردن به فروش می‌رسید. آب باقلا نیز یکی از مواردی بود که باعث می‌شد فقرا به سمت این ماده غذایی میل پیدا کنند، باقلا ماده غذایی بود که به‌طور وسیع در قدیم در بازارهای بغداد به فروش می‌رسید.

### منبت‌کار چوب
منبت‌کاری یکی از صنعت‌ها وکارهایی است که متحد و همکار نجاری است، برای اینکه این صنعت نیز ماده اصلی‌اش چوب است و به چوب اتکا دارد. منبت‌کارهای بغدادی در تمامی قسمت‌های این حرفه در بغداد کار می‌کردند، بعضی از آن‌ها در یک قسمت از اینکار خبره بودند و بعضی دیگر در تمامی این رشته هنرمند بودند، بعضی از منبت‌کارها دسته‌های خاص خنجر را درست می‌کردند و بعضی دیگر روی درب‌ها برای تزیین آن منبت‌کاری انجام می‌دادند. منبت‌کاران در بغداد ذوق و سلیقه بالا بلند و صبر زیبایی در حین انجام کار داشتند، مهارت آن‌ها در این کار زیاد بود برای اینکه درست یک قطعه منبت‌کاری شده نیاز به تلاش و کار مشقت بار و سنگینی داشت تا آماده شود، باید اذعان کرد که منبت‌کاری یک هنر بود که از یک قطعه چوب می‌توانست اشکال بسیار زیبایی را خلق کند.

### کلک
کلک در قدیم یکی از وسایل حمل و نقل بسیار معروفی بوده‌است، کلک وسیله‌ای بوده‌است که در عراق قدیم برای جنگ و تجارت و سفر از آن استفاده می‌شده‌است، مردم در قدیم وقتی که می‌خواستند مسیر طولانی را در دجله طی کنند از کلک برای اینکار استفاده می‌کردند، در قدیم مردم با کلک از موصل یا تکریت مواد زراعی مختلف یا وسایل تجاری را به قسمت‌های دیگر در امتداد دجله منتقل می‌کردند. مردم در بغداد از این وسیله استفاده‌های زیادی، منجمله برای عبور از نهر دجله یا در جنگ‌هایشان در نهرها و رودها می‌کردند، استفاده از کلک تا نیمه قرن بیستم در عراق رایج بود ولی بعد از آن دیگر از این وسیله استفاده نمی‌شود.

### ریسندگی و بافندگی
صنعت ریسندگی و بافندگی نیز یکی از مشهورترین کارها در عراق بوده‌است، این کار در عراق از عهد سومری‌ها در این منطقه رایج بوده‌است و بر کار نساجان و بافندگان از طرف حکومت مستمر نظارت می‌شده‌است، می‌توان در تاریخ قدیم عراق نیز کسانی مانند نول نساج که در عهد و دوره بابلی‌ها در عراق به این کار مشغول بوده‌است، بعد از اینکه بغداد ساخته شده صنعت ریسندگی و بافندگی اوج جدیدی گرفت و شکوفا شد به‌طور خاص در قرن دهم میلادی رشد و شکوفایی بالایی داشت. در منطقه کرخ در قدیم محله العتابیه به عالی بودن منسوجات و بافته‌هایش شهرت داشت، در قدیم مقررات بسیاری برای نساجان و بافندگان وجود داشت و هرکس مراعات نمی‌کرد از طرف داروغه و دیگر مأموران حکومتی مورد حسابرسی قرار می‌گرفت. در قدیم در بغداد ۲۰۰ کارگاه کوچک به این کار یعنی ریسندگی و بافندگی و دوخت لباس در رنگ‌های مختلف مشغول بودند. در بغداد قدیم و به‌طور خاص در قرن هفتم دو منطقه الاعظمیه و الکاظمیه به این کار معروف بوده و شهرت داشتند.

### چاقو تیزکن‌ها
از مواردی که مردم در بغداد در قرن بیستم به آن عادت کرده بودند مشاهده تعدادی از مردان بود که هر روز صبح خانه‌شان را ترک می‌کردند، در حالی روی کولشان ادوات و وسایل تیز کردن چاقو را حمل می‌کردند و در محله‌های مختلف بغداد در تلاش برای به‌دست آوردن رزق و روزی خود در حال کوشش و تلاش بودند، یکی از اوراق تاریخی که مربوط به سال‌های ۱۸۵۴ و ۱۸۵۵ میلادی است و مربوط به حقوق روزانه و ماهانه شغل‌های مختلف مردم در بغداد است اسمی از این شغل برده نشده‌است و مشخص است که این شغل در بغداد جدیداً ایجاد شده‌است و در قدیم اینکار برعهده آهنگران بوده‌است.

### ملا (معلم) و کودکان
ملاها (معلمان) در بغداد قدیم به کسانی گفته می‌شد که به فرزندان ساکنان بغداد آموزش خواندن و نوشتن عربی می‌دادند. در دوره خلفای عباسی ملاها دارای مدرسه‌های بزرگی بودند که گاهی تعداد دانش‌آموزان هر ملا بالغ بر سه هزار نفر می‌شد، برای همین وی محتاج یک خری بود که برآن سوار شده و بین طلاب به گردش بپردازد تا بتواند مسیر درست درس خواند دانش‌آموزانش را چک کند و براخلاق و رفتار آن‌ها نظارت و اشراف داشته باشد. در دوران اشغالگری مغول معلمان در بغداد در وضعیت نامطلوب اقتصادی قرار داشتند. شهرزاد در قصه‌های هزار و یک شب گفته‌است که معلم شخصی است که کاری جز درس دادن برای به‌دست آوردن یک لقمه نان و سیر کردن شکمش بلد نیست، در دوره عثمانی و بعد هم در دوره اشغالگری انگلیس ملا یا معلم بغدادی به‌شدت در گوشه‌های مساجد یا در حجره‌های تاریک و تنگ منزوی شد در حالی که از فقر رنج می‌برد. در قدیم ملا به دانش‌آموزان درس خواندن و نوشتن و چهار عمل اصلی حساب را یاد می‌داد، دانش‌آموزان مجبور بودند از طلوع خورشید تا غروب خورشید در کلاس‌های ملا شرکت کنند، با احداث مدارس جدید دانش‌آموزان از این زندان و فشار خارج شدند.

### سفیدگری
بعد از اینکه در دوره خلفای عباسی وسایل پخت‌وپز خانگی تکامل پیدا کرد، شغل سفیدگری در بین شغل‌ها ظاهر شد و برای خودش در میان شغل‌های مردمی جایی باز کرد، این شغل برای رسیدگی به وسایل خانگی بود که با مس درست شده بود. سفیدگران در بغداد دارای دکان‌ها خاص خودشان در مناطق آهنگران و مسگران بودند. در هر دکان یک حفره‌ای وجود داشت که سفیدگر وسیله را در آن می‌گذاشت و با استفاده از یک نوع ماسه و سرکه و گردش پاهایش در وسیله گردشی داده شده به صورت نیم دایره به چپ و به راست و بدین وسیله آثار اکسید را از بین می‌برد. از موادی که سفیدگر برای کارش استفاده می‌کرد می‌توان از نشادر و قیر نام برد؛ ولی امروز به دلیل اینکه ظروف منزلی دیگری جایگزین ظروف مسی شده‌است این شغل در بازارهای بغداد از بین رفته‌است.

### فرفره
فرفره یک اسباب بازی شبیه به پنکه است که در قدیم اطفال در بغداد آن را درست می‌کردند و با آن در محله‌ها و کوچه‌ها می‌دویدند تا حرکت کند. این بازی یک بازی است که بغدادی‌ها از اجداد عرب خود به ارث برده‌اند، این بازی در عصر جاهلیت نیز بازی شهرت بالایی داشته‌است.

### بادبزن دستی
از خیر و برکت درخت خرمان در بغداد می‌توان از بادبزنهایی که با برگ این درخت درست می‌شده‌است نام برد، زنان هنرمند عراقی در بغداد با استفاده از برگ خرما بادبزن درست می‌کردند و آن را با قیمت‌های ارزان می‌فروختند. در زمان خلفای عباسی فروشندگان این بادبزن‌ها شهرت بسیاری پیدا کردند، ولی در دوران استیلای مغول این شغل به کسادی گرایید. فروشندگان بادبزن‌ها گاهی با استفاده از شعر و خواندن آن با صدای بلند به فروش این وسیله می‌پرداختند. مردم در بغداد قدیم در قهوه‌خانه‌ها یا در بازارها وقتی که در تابستان هوا بسیار گرم می‌شد از این وسیله استفاده می‌کردند. این وسیله باعث جلب توجه سیاح‌ها و توریست‌ها نیز شده بود بطوریکه این وسیله را برای موزه‌هایشان یا برای استفاده در خانه‌هایشان در کشورهای خودشان خریداری می‌کردند.

### جشن عروسی
یکی دیگر از آداب و سنن مردم در بغداد آداب و سنن ازدواج بود که روش خاص خودشان را برای اینکار داشتند، بنا بر فرهنگ هر کشور این آداب جلوه‌های مختلفی در بغداد داشته‌است.

### درست‌کردن جلد برای کتابها
بعد از رشد فرهنگی که در عهد خلفای عباسی در بغداد به وجود آمد هنر درست کردن جلد کتاب نیز از رونق بالایی برخوردار شد. در آن زمان تزیین و رنگ‌آمیزی جلد کتاب‌ها به وسیلهٔ نقاشی یا طلاکاری و با نوشتن نوشته‌های مختلف با انواع خطها رونق بسیاری پیدا کرده بود. خیلی از نویسندگان قبل از اینکه تألیف یا کتاب خود را به خلیفه یا وزاری وی هدیه کنند، ابتدا جلد کتاب را درست کرده و هدیه می‌کردند. حتی امروز کتاب و جلد کتاب بغدادی باعث زیبایی موزه‌ها و افتخار برای کتابخانه‌های عمومی و خصوصی است. این حرفه و صنعت رشد بسیاری کرده‌است و همراه با تکامل وسایل درست کردن جلدهای زیبا هنوز در دنیا از جایگاه بالایی برخوردار است.

### بافندگی
شغل بافندگی اولین بار در مناطق فقیرنشین بغداد ظاهر شد و خودش را نشان داد، زنان خانه‌دار و سرپرست خانواده با این کار در کنار دیگر کارهایشان به‌دنبال به دست آوردن یک لقمه نان برای خودشان و فرزندانشان بودند. ابتدا آنان پشم را می‌خریدند و شستشو می‌دادند و بعد از شستشوی کامل آن را رنگ می‌کردند و بعد از آن ابتدا نخ را به وسیله چرخ نخ ریسی می‌ریسیدند، بعد از آن یا خودشان اقدام به درست کردن البسه می‌کردند یا به بافندگان می‌فروختند تا آن‌ها با استفاده از این نخ‌ها لباس درست نمایند. امروزه اما با رشد صنعت و درست شدن کارخانجات ریسندگی و بافندگی این شغل دستی در بین مردم بغداد به چشم نمی‌خورد.

### مسگری
مسگری نیز در ایام خلفای عباسی در عراق و در بغداد رواج پید اکرد. این صنعت برای رفع و برآورده کردن هر آنچه از وسایل پخت‌وپز که هر خانواده نیاز داشت مانند وسایل پخت‌وپز، بشقاب، کتری و لیوان و… در عراق به سرعت رشد و رواج پیدا کرد. امروزه بازار مسگرها در بغداد همچنان فعال است و در زمره کارهای دستی این کشور قرار دارد که بیانگر این است که همچنان مردم این کشور به این شغل و صنعت وابستگی دارند.

### اجاره دادن حیوان به مسافران
مردم در بغداد از لفظ المجاری برای کسانی استفاده می‌کردند که برای حمل و نقل مسافران یا بار آن‌ها خرشان را در مقابل مبلغی از پول کرایه می‌دادند یا خودشان هم همراه حیوان حرکت می‌کردند و مسافر را به مقصد می‌رساندند و بابت اینکار میزانی پول دریافت می‌کردند. بعضاً نیز حیوان خود برای شرکت در قافله‌ها برای حمل بار یا مسافر کرایه می‌دادند، این شغل تا قبل از ساخته شدن و اختراع وسایل نقلیه جدید شغل رایجی در عراق و در نزد مردم بغداد بوده‌است اما امروز با پیشرفت و تکامل در صنعت و ساخته شدن وسایل نقلیه جدید از بین رفته‌است.